# ファンキー☆ファンシー
『ファンキー☆ファンシー』は田辺真由美による日本の漫画作品。
『りぼんオリジナル』（集英社）2003年4月号に掲載後、2003年6月号から正式連載となり休刊（2006年6月号）まで連載された。また、『りぼん』でも2003年8月号に掲載後、2003年11月号から正式連載となり2007年8月号まで連載された。

## 登場人物
堂本 金 （どうもと きん）
双子の姉の方。ツッコミ。黒髪のショートヘア。名前の通り、お金が好きな打算的な性格。
堂本 銀（どうもと ぎん）
双子の妹の方。ボケ。金髪のショートヘア。ちゃっかりした性格。
桃ンガ先生
モモンガなのに、金と銀の元家庭教師をやっていた。言づかいが悪い。実は性別は♀。
木村君
金と付き合っている彼氏。少々浮気癖がある。
レモン君
銀と付き合っている彼氏。いつもレモンの被り物を頭から被っているが、素顔はイケメン。実は木村の双子の兄。
猫田歌子 （ねこた うたこ）
ネコなのに､金と銀が通っている高校で社会科を担当している。
堂本 銅（どうもと どう）
金と銀の弟。お利口な性格。運動神経がよい。

## 書誌情報

### 単行本
- 田辺真由美 『ファンキー☆ファンシー』 集英社 〈りぼんマスコットコミックス〉、全1巻
  1. 2005年6月15日発売[1]、『りぼんオリジナル』2003年4月号 - 2004年10月号、『りぼん』2003年8月号、11月号 - 2004年11月号、2003年夏休みびっくり大増刊号、2004年冬休みびっくり大増刊号 - 夏休みびっくり大増刊号、ISBN 4-08-856617-3

### 単行本未収録作品
- ファンキー☆ファンシー（『りぼんオリジナル』2004年12月号 - 2006年6月号、『りぼん』2004年12月号 - 2007年8月号、2005年冬休みびっくり大増刊号）